# Diocèse de la Charente-Inférieure
Cet article court présente un sujet plus développé dans : Diocèse de La Rochelle et Ancien diocèse de Saintes.
Le diocèse de la Charente-Inférieure ou, en forme longue, le diocèse du département de la Charente-Inférieure, est un ancien diocèse de l'Église constitutionnelle en France.

## Histoire
Par la constitution civile du clergé du 12 juillet 1790, l'Assemblée nationale constituante supprime l'évêché de La Rochelle. Elle maintient celui de Saintes, dont elle fait le siège épiscopal du diocèse du département de la Charente-Inférieure.
Sanctionnée par le roi Louis XVI le 24 août 1790, la constitution civile du clergé est condamnée par le pape Pie VI. Les évêques Pierre-Louis de La Rochefoucauld (diocèse de Saintes) et Jean-Charles de Coucy (diocèse de La Rochelle) ont refusé de prêter serment, comme l'exigeait la loi. L'arrestation de l'évêque de Saintes, Pierre-Louis de La Rochefoucauld, puis son exécution lors du massacre de la prison des Carmes en 1792, conduisent à la mise en place d'un évêque constitutionnel de 1791 à 1797. Les électeurs de Charente-Inférieure se sont réunis le 27 février 1791 et ont élu l'abbé Isaac-Étienne Robinet, curé de Saint-Savinien-du-Port, en tant qu'évêque constitutionnel. Il a fait son entrée officielle à Saintes le 31 mars et a pris possession de la cathédrale le 10 avril. Il a suscité les sentiments anticléricaux de la population contre les non-jurés, mais elle s'est retournée contre tout le clergé, y compris Mgr Robinet. Il démissionne le 6 décembre 1793 et s'installe avec son frère à Torxé, où il meurt le 8 septembre 1797. S'ensuit une période de vacance du siège épiscopal jusqu'en 1801.
Près de Rochefort, des prêtres qui avait refusé de ratifier la Constitution civile du clergé furent internés à partir d'avril 1794 sur trois prisons flottantes (les Deux-Associés, le Washington et le Bonhomme Ricard), en vue d'être déportés vers les bagnes de Guyane. La plupart des prêtres moururent du typhus et subirent des conditions de détention sévères. Ils ont été enterrés sur les îles d'Aix et Madame. Le 1er octobre 1995, le Pape Jean-Paul II béatifie soixante-quatre de ces prêtres et religieux dont Jean-Baptiste Souzy, prêtre du diocèse de La Rochelle.
À la suite du concordat, par la bulle Qui Christi Domini du 29 novembre 1801, le pape Pie VII supprime les sièges épiscopaux de Luçon et de Saintes. Le diocèse de Charente-Inférieure devient partie intégrante du nouveau diocèse de La Rochelle qui couvre les départements de la Charente-Inférieure et de la Vendée. Cette situation est effective jusqu'au 6 octobre 1822, où Pie VII par la bulle Paternæ caritatis rétablit le siège épiscopal de Luçon, réduisant ainsi le diocèse de La Rochelle à la seule Charente-Inférieure.